# نیروگاه هسته‌ای موهله‌برگ
نیروگاه هسته‌ای موهله‌برگ (به انگلیسی: The Mühleberg Nuclear Power Plant به آلمانی: Kernkraftwerk Mühleberg یا KKM) در۱۴ کیلومتری غرب ایالت برن و دو کیلومتری شمال  منطقه موهله‌برگ در کنار رود آر سوئیس قرار دارد. ظرفیت تولید این نیروگاه ۳۳۵ مگاوات است.
این نیروگاه توسط بزرگترین شرکت تولید انرژی در سوئیس اداره می‌شود که بنام  BKW FMB Energie SA  شناخته می‌شود    (BKW: Bernische Kraftwerke et FMB : Forces Motrices Bernoises). 
این نیروگاه دومین نیروگاه اتمی ساخته شده در کشور سوئیس است و در ۶ نوامبر ۱۹۷۲ به بهره‌برداری رسید.
نیروگاه هسته‌ای موهله‌برگ مجهز به راکتور آب جوشان است که کوچکترین این گونه نیروگاه‌ها است و قدرت آن ۳۳۵ مگاوات می‌باشد.
از زمان آغاز بکار این نیروگاه تاکنون، قدرت بازدهی این نیروگاه در چند مرحله افزایش یافته
- ۳۲۰ مگاوات   از ابتدا تا ۲۳ مارس ۱۹۹۳
- ۳۳۶ مگاوات   تا ۱۱ نوامبر ۱۹۹۳
- ۳۳۵ مگاوات   از ۱۱ نوامبر ۱۹۹۳

در سال ۲۰۰۶ این نیروگاه مقدار ۲۸۶۷ گیگاوات در ساعت تولید کرد که معادل ۱۰٫۹٪ از کل تولید برق (از انرژی اتمی) کشور سوئیس می‌باشد.
درمیان چهار نیروگاه اتمی کشور سوئیس، نیروگاه موهله‌برگ تنها نیروگاهی است که مجوز فعالیت آن محدود است. این مجوز که در ۱۴ دسامبر ۱۹۹۲ صادر شده در آخر دسامبر ۲۰۱۲ به پایان می‌رسد.
به‌دلیل مشکلات پدید آمده در زمان راه‌اندازی و همچنین مشکلات سیستم اضطراری سامانه خنک‌کننده نیروگاه در ۲۵ ژانویه ۲۰۰۵ مدیریت  شرکت  BKW FMB Energie SA درخواست خود را برای صدور یک مجوز نامحدود ارائه داد و این درخواست به صورت یک همه پرسی مطرح شد و مخالفت‌های بسیاری را در پی داشت.
با این حال در سال ۲۰۰۹ دپارتمان فدرال محیط زیست، ترابری، ارتباطات و انرژی (DETEC) مجوز فعالیت نامحدود (زمانی) این نیروگاه را صادر کرد.

## امنیت
قسمت‌هایی از روکش مرکز رآکتور این نیروگاه دارای شکست‌ها و ترک‌هایی است که نیروگاه‌هایی وجود داشته که با کارکرد مشابه و دارای چنین ایرادی متوقف شده و قطعات آن نیز برچیده شده‌است. اما شرکت  BKW FMB Energie SA تنها بر پایه نتیجه‌گیری مقامات مسئول اعلام کرده‌اند که نیروگاه در معرض هیچ خطری قرار ندارد.
- ۱۵ مارس ۲۰۱۱ و به‌دنبال پیشامدهای نیروگاه هسته‌ای شماره یک فوکوشیما در ژاپن، رئیس دپارتمان فدرال انرژی سوئیس خانم دوریس لوتهارت تصمیم به تعلیق پرونده درخواست ساخت ۳ نیروگاه اتمی گرفت.
- ۲۵می ۲۰۱۱ شورای فدرال این کشور اعلام نمود که با عدم تمدید و تجدید کار نیروگاه‌های هسته‌ای سوئیس به تدریج از تولید انرژی از نیروگاه‌های اتمی کناره‌گیری خواهد نمود. به این ترتیب سوئیس در بین سال‌های ۲۰۱۹ و ۲۰۳۴ مصرف انرژی اتمی را کنار گذاشته و نیروگاه‌های این کشور برای همیشه خاموش خواهند شد.
- ۲۸ سپتامبر ۲۰۱۱ شورای ایالتی سوئیس اعلام نمود که ساخت یکی از نیروگاه‌های خود را متوقف ساخته‌است اما ادامه پژوهش‌ها بر روی انرژی اتمی همچنان در دستور کار است.

## پیشامدها
همزمان با برنامه‌ریزی برای ساخت نیروگاه هسته‌ای بزناو ۱ شرکت Bernische Kraftwerke AG تصمیم به ساخت دومین نیروگاه هسته‌ای در منطقه برن را گرفت و بدین ترتیب منطقه موهله‌برگ برای این نیروگاه درنظرگرفته شد. دفتر فدرال انرژی سوئیس (SFOE) Swiss Federal Office of Energy در ۲۱ ژوئیه ۱۹۶۵ موافقت خود را با این پروژه اعلام کرد و به ترتیب در ۲۱ مارس ۱۹۶۷ قسمت نخست پروانه ساخت این نیروگاه و در۷ مارس ۱۹۶۸ مجوز نهایی صادرشد.
این نیروگاه برای نخستین بار در مارس ۱۹۷۱ آغاز بکار کرد ولی به‌علت آتش گرفتن توربین آن؛ این نیروگاه برای تعمیرات متوقف گردید و زمان بهره‌برداری از این نیروگاه تا ۶ نوامبر ۱۹۷۲ عقب افتاد.